# Richard Dreyfuss
Richard Stephen Dreyfuss (New York, 29 ottobre 1947) è un attore statunitense, vincitore dell'Oscar al miglior attore nel 1978.

## Biografia
Attore sensibile e dotato di una grande carica ironica, Dreyfuss ha avuto una carriera segnata da problemi di natura fisica e psicologica. Di famiglia ebraica, ottenne uno dei suoi primi ruoli nel film Il laureato (1967), dove interpretò uno studente che vive nello stesso complesso di Dustin Hoffman e che chiama la polizia per le urla sentite nella camera di Hoffman.
Lanciato nel 1973 da American Graffiti di George Lucas, si affermò con Lo squalo (1975) e Incontri ravvicinati del terzo tipo (1977) di Steven Spielberg. Dopo aver vinto l'Oscar come miglior attore protagonista e il David di Donatello per il miglior attore straniero per il film Goodbye amore mio! (1977), diretto da Herbert Ross, Dreyfuss nel 1978 iniziò ad avere problemi di dipendenza dalla cocaina, culminati con l'arresto avvenuto nel 1982, dopo un incidente automobilistico causato da un malore dell'attore alla guida.
Dopo un periodo di riabilitazione, e una lunga pausa professionale, è tornato alla ribalta in alcune briose commedie come Su e giù per Beverly Hills (1986) di Paul Mazursky, Tin Men - 2 imbroglioni con signora (1987) di Barry Levinson, Sorveglianza... speciale (1987) di John Badham, seguite dal drammatico Pazza (1987) di Martin Ritt, Always - Per sempre (1989) di Steven Spielberg, Rosencrantz e Guildenstern sono morti (1990) di Tom Stoppard, Cartoline dall'inferno (1990) di Mike Nichols, Occhio al testimone e Proibito amare entrambi del 1993, Rosso d'autunno (1994), Goodbye Mr. Holland (1995), per il quale ha ricevuto la seconda candidatura all'Oscar al miglior attore, Il tempo dei cani pazzi (1996) e Poseidon (2006). Nel 1989 ha partecipato al video del singolo Liberian Girl di Michael Jackson.

## Vita privata
È stato sposato tre volte: con l'attrice Jeramie Rain dal 1983 al 1992; dal 1999 al 2005 con Janelle Lacey e dal 2006 con Svetlana Erokhin. Dalla prima moglie ha avuto tre figli: Emily (1983), Ben (1986) e Harry (1990).

## Filmografia parziale

### Attore

#### Cinema
- La valle delle bambole (Valley of the Dolls), regia di Mark Robson (1967) – non accreditato
- Il laureato (The Graduate), regia di Mike Nichols (1967) – non accreditato
- The Young Runaways, regia di Arthur Dreifuss (1968)
- L'incredibile casa in fondo al mare (Hello Down There), regia di Jack Arnold e Ricou Browning (1969)
- Dillinger, regia di John Milius (1973)
- American Graffiti, regia di George Lucas (1973)
- Soldi ad ogni costo (The Apprenticeship of Duddy Kravitz), regia di Ted Kotcheff (1974)
- The Second Coming of Suzanne, regia di Michael Barry (1974)
- Il pornografo (Inserts), regia di John Byrum (1974)
- Lo squalo (Jaws), regia di Steven Spielberg (1975)
- Sentinel, regia di Michael Winner (1977) – non accreditato
- Incontri ravvicinati del terzo tipo (Close Encounters of the Third Kind), regia di Steven Spielberg (1977)
- Goodbye amore mio! (The Goodbye Girl), regia di Herbert Ross (1977)
- Moses Wine detective (The Big Fix), regia di Jeremy Kagan (1978)
- Competition, regia di Joel Oliansky (1980)
- Di chi è la mia vita? (Whose Life Is It Anyway?), regia di John Badham (1981)
- La forza dell'amore (The Buddy System), regia di Glenn Jordan (1984)
- Su e giù per Beverly Hills (Down and Out in Beverly Hills), regia di Paul Mazursky (1986)
- Stand by Me - Ricordo di un'estate (Stand by me), regia di Rob Reiner (1986)
- Tin Men - 2 imbroglioni con signora (Tin Men), regia di Barry Levinson (1987)
- Sorveglianza... speciale (Stakeout), regia di John Badham (1987)
- Pazza (Nuts), regia di Martin Ritt (1987)
- Il dittatore del Parador in arte Jack (Moon over Parador), regia di Paul Mazursky (1988)
- Felice e vincente (Let it Ride), regia di Joe Pytka (1989)
- Always - Per sempre (Always), regia di Steven Spielberg (1989)
- Rosencrantz e Guildenstern sono morti (Rosencrantz and Guildenstern Are Dead), regia di Tom Stoppard (1990)
- Cartoline dall'inferno (Postcards from the Edge), regia di Mike Nichols (1990)
- Ancora una volta (Once Around), regia di Lasse Hallström (1991)
- Tutte le manie di Bob (What About Bob?), regia di Frank Oz (1991)
- Proibito amare (Lost in Yonkers), regia di Martha Coolidge (1993)
- Occhio al testimone (Another Stakeout), regia di John Badham (1993)
- Rosso d'autunno (Silent Fall), regia di Bruce Beresford (1994)
- Conseguenze pericolose (The Last Word), regia di Tony Spiridakis (1995)
- Il presidente - Una storia d'amore (The American President), regia di Rob Reiner (1995)
- Goodbye Mr. Holland (Mr. Holland's Opus), regia di Stephen Herek (1995)
- Prove apparenti (Night Falls on Manhattan), regia di Sidney Lumet (1996)
- Il tempo dei cani pazzi (Mad Dog Time), regia di Larry Bishop (1996)
- Cercasi tribù disperatamente (Krippendorf's Tribe), regia di Todd Holland (1998)
- The Crew - I soliti amici (The Crew), regia di Michael Dinner (2000)
- Il vecchio che leggeva romanzi d'amore (The Old Man Who Read Love Stories), regia di Rolf de Heer (2001)
- Chi è Cletis Tout? (Who Is Cletis Tout?), regia di Chris Ver Wiel (2001)
- Silver City, regia di John Sayles (2004)
- Poseidon, regia di Wolfgang Petersen (2006)
- W., regia di Oliver Stone (2008)
- I Knew It Was You, regia di Richard Shepard - documentario (2009)
- Le mie grosse grasse vacanze greche (My Life in Ruins), regia di Donald Petrie (2009)
- Fratelli in erba (Leaves of Grass), regia di Tim Blake Nelson (2009)
- I guardiani del faro (The Lightkeepers), regia di Daniel Adams (2009)
- Piranha 3D, regia di Alexandre Aja (2010)
- Red, regia di Robert Schwentke (2010)
- Very Good Girls, regia di Naomi Foner (2013)
- Il potere dei soldi (Paranoia), regia di Robert Luketic (2013)
- Cas and Dylan, regia di Jason Priestley (2013)
- Squatters, regia di Martin Weisz (2014)
- Zipper, regia di Mora Stephens (2015)
- Asher regia di Michael Caton-Jones (2018)
- Book Club - Tutto può succedere (Book Club), regia di Bill Holderman (2018)
- Bayou Caviar - Il prezzo da pagare (Bayou Caviar), regia di Cuba Gooding Jr. (2018)
- Un'ultima risata (The Last Laugh), regia di Greg Pritikin (2019)
- Polar, regia di Jonas Åkerlund (2019)
- Daughter of the Wolf - La figlia del lupo (Daughter of the Wolf), regia di David Hackl (2019)
- Crime Story, regia di Adam Lipsius (2021)
- Aiuto! È Natale! (Save Christmas), regia di Kristoph Tassin (2022)
- Waltzing with Brando, regia di Bill Fishman (2024)

#### Televisione
- Ben Casey – serie TV, episodio 5x07 (1965)
- La grande vallata (The Big Valley) – serie TV, episodio 2x18 (1967)
- Squadra speciale anticrimine (The Felony Squad) – serie TV, episodio 3x13 (1968)
- Giovani avvocati (The Young Lawyers) – serie TV, episodio 1x21 (1971)
- La lunga notte di Entebbe (Victory at Entebbe), regia di Marvin J. Chomsky – film TV (1976)
- Prigionieri dell'onore (Prisoners of Honor), regia di Ken Russell – film TV (1991)
- Oliver Twist, regia di Tony Bill – film TV (1997)
- Lansky - Un cervello al servizio della mafia (Lansky), regia di John McNaughton – film TV (1999)
- A prova di errore (Fail Safe), regia di Stephen Frears – film TV (2000)
- The Education of Max Bickford – serie TV, 22 episodi (2001-2002)
- Coast to Coast, regia di Paul Mazursky – film TV (2003)
- Ritorno al mondo di Oz (Tin Man), regia di Nick Willing – miniserie TV (2007)
- Weeds – serie TV, 4 episodi (2010)
- Parenthood – serie TV, 4 episodi (2011)
- Coma, regia di Mikael Salomon – miniserie TV (2012)
- Your Family or Mine – serie TV, 7 episodi (2015)
- Maddoff, regia di Raymond De Felitta – miniserie TV (2016)
- Shots Fired – serie TV, 9 episodi (2017)

### Doppiatore
- The Great Battles of the Civil War – programma TV documentario, 40 puntate (1994) – narratore
- James e la pesca gigante (James and the Giant Peach), regia di Henry Selick (1996)
- Unsung, regia di Guy Noland – cortometraggio documentario (2006)
- Signs of the Time, regia di Don Casper – documentario (2008) – narratore
- I Griffin (Family Guy) – serie animata, episodi 7x15-8x14 (2009-2010)

## Teatro
- Otello, di William Shakespeare, regia di Wilford Leach. Delacorte Theatre di New York (1978)
- La morte e la fanciulla, di Ariel Dorfman, regia di Mike Nichols, con Glenn Close. Brooks Atkinson Theatre di Broadway (1992)
- Prigioniero della seconda strada, di Neil Simon, regia di David Taylor. Haymarket Theatre di Londra (1999)
- The Exonerated, di Jessica Blank ed Erick Jensen, regia di Bob Balaban. Culture Project di New York (2002)
- Sly Fox, di Larry Gelbart, regia di Arthur Penn. Ethel Barrymore Theatre di Broadway (2004)
- Complicit, di Joe Sutton, regia di Kevin Spacey. Old Vic di Londra (2009)
- Imagining Heschel, di Colin Greer, regia di Larry Moss. Cherry Lanew Theatre di New York (2010)
- Relativity, di Mark St Germain, regia di Bob Ruggiero. City Arts on Pearl di Hartford (2016)

## Riconoscimenti
- Premio Oscar
  - 1978 – Miglior attore per Goodbye amore mio!
  - 1996 – Candidatura al miglior attore per Goodbye Mr. Holland
- Golden Globe
  - 1978 – Miglior attore in un film o commedia musicale per Goodbye amore mio!
- BAFTA
  - 1976 - Candidatura al miglior attore protagonista per Lo squalo
  - 1979 – Miglior attore protagonista per Goodbye amore mio!
- David di Donatello
  - 1978 – Miglior attore straniero per Goodbye amore mio!

### Altri riconoscimenti
Per il suo contributo all'industria del cinema, Richard Dreyfuss ha una stella sulla Hollywood Walk of Fame al 7021 di Hollywood Boulevard.

## Doppiatori italiani
Nelle versioni in italiano delle opere in cui ha recitato, Richard Dreyfuss è stato doppiato da:
- Manlio De Angelis in Goodbye amore mio!, La forza dell'amore, Pazza, Il dittatore del Parador in arte Jack, Always - Per sempre, Cartoline dall'inferno, Ancora una volta, Tutte le manie di Bob, Proibito amare, Conseguenze pericolose, Prove apparenti, Chi è Cletis Tout?
- Carlo Valli in Prigionieri dell'onore, Occhio al testimone, I Knew It Was You, Le mie grosse grasse vacanze greche, Madoff, Asher, Book Club - Tutto può succedere, Un'ultima risata, Daughter of the Wolf - La figlia del lupo
- Gino La Monica in Su e giù per Beverly Hills, Lansky - Un cervello al servizio della mafia, Il giorno dell'attentato a Reagan, Piranha 3D, Coma
- Pino Colizzi in Lo squalo, Incontri ravvicinati del terzo tipo, Tin Men - 2 imbroglioni con signora, Sorveglianza... speciale
- Dario Penne in Di chi è la mia vita?, Fratelli in erba, Red, Squatters
- Paolo Marchese ne Il vecchio che leggeva romanzi d'amore, Coast to Coast, Poseidon, Ritorno al mondo di Oz
- Carlo Reali in Rosencrantz e Guildenstern sono morti, W.
- Luca Biagini in Goodbye Mr. Holland, Parenthood
- Massimo Turci in Dillinger
- Claudio Capone in American Graffiti
- Leo Gullotta in Soldi ad ogni costo
- Gianni Giuliano ne Il pornografo
- Mario Cordova in Stand by Me - Ricordo di un'estate
- Ugo Pagliai in Rosso d'autunno
- Francesco Carnelutti ne Il presidente - Una storia d'amore
- Carlo Baccarini in Oliver Twist
- Oreste Rizzini in Cercasi tribù disperatamente
- Giuseppe Pambieri ne Il tempo dei cani pazzi
- Sergio Graziani ne I soliti amici
- Giorgio Melazzi in A prova di errore
- Massimo Milazzo in Silver City
- Sergio Di Giulio in Weeds
- Pierluigi Astore ne I guardiani del faro
- Ugo Maria Morosi ne Il potere dei soldi
- Dimitri Winter in Spielberg[1]
- Gaetano Lizzio in Bayou Caviar - Il prezzo da pagare
- Bruno Alessandro in Polar
- Lorenzo Scattorin ne Il pornografo (scene ridoppiate)
- Massimo Rossi in Lo squalo (ridoppiaggio)
- Roberto Chevalier in Incontri ravvicinati del terzo tipo (ridoppiaggio)
- Sergio Masieri in Lansky - Un cervello al servizio della mafia (ridoppiaggio)

Da doppiatore è sostituito da:
- Stefano Mondini in James e la pesca gigante
- Manlio De Angelis ne I Griffin (ep. 7x15)
- Angelo Nicotra ne I Griffin (ep. 8x14)